# Meisterschaft von Zürich 1986
Il Meisterschaft von Zürich 1986, settantatreesima edizione della corsa, si svolse il 4 maggio 1986 su un percorso di 273,5 km. Venne vinto dal portoghese Acácio da Silva, che terminò in 6h49'23".

## Ordine d'arrivo (Top 10)
| Pos. | Corridore                | Squadra       | Tempo    |
| ---- | ------------------------ | ------------- | -------- |
| 1    | Acácio da Silva          | Malvor        | 6h49'23" |
| 2    | Steve Bauer              | La Vie Claire | s.t.     |
| 3    | Adrie van der Poel       | Kwantum Hal.  | s.t.     |
| 4    | Greg LeMond              | La Vie Claire | s.t.     |
| 5    | J.-Philippe Vandenbrande | Hitachi       | s.t.     |
| 6    | Jesper Worre             | Santini       | s.t.     |
| 7    | Dag Erik Pedersen        | Ariostea      | s.t.     |
| 8    | Jürg Bruggmann           | Cilo-Aufina   | s.t.     |
| 9    | Johan van der Velde      | Panasonic     | s.t.     |
| 10   | Teun van Vliet           | Panasonic     | s.t.     |